# Oostelijke boomklipdas
De oostelijke boomklipdas (Dendrohyrax validus) is een zoogdier uit de familie van de klipdassen (Procaviidae). De wetenschappelijke naam van de soort werd voor het eerst geldig gepubliceerd door Frederick William True in 1890.

## Beschrijving
De oostelijke boomklipdas is een klein zoogdier met een dichte zachte vacht en stompe, genagelde tenen. Ze wegen gemiddeld 2,75 kilogram en hebben een kop-romplengte van 47 tot 56 centimeter. Er is geen zichtbare staart aanwezig. De vachtkleur is variabel, de dorsale kleur varieert tussen kaneelbruin en zwart, de onderkant is bleek. De dieren hebben ook een kenmerkende dorsale geurklier die te zien is aan de contrasterende lichtgekleurde haarvlek. De snuit is relatief lang en dicht behaard, in tegenstelling tot de verwante westelijke boomklipdas (D. dorsalis). De soort is qua uiterlijk moeilijk te onderscheiden van de zuidelijke boomklipdas, hoewel die soort vaak grijzer van kleur is.

## Gedrag
De oostelijke boomklipdas is solitair, leeft in boomholten en communiceert met andere individuen via herhaalde vocale oproepen en geurmarkering. De meeste slaapplaatsen worden bezet door slechts één dier, met uitzondering van vrouwtjes met één jong. Het zijn bekwame klimmers die zich voornamelijk in het bladerdek voeden met boombladeren.

## Taxonomie
De soort werd lang als ondersoort van de zuidelijke boomklipdas (Dendrohyrax arboreus) gezien, maar wordt tegenwoordig als aparte soort beschouwd.

### Ondersoorten
Er worden 3 ondersoorten erkend:
- Dendrohyrax validus validus True, 1890 – komt voor in noordelijk Tanzania (Kilimanjaro en Mount Meru).
- Dendrohyrax validus neumanni (Matschie, 1893) – komt voor op de Zanzibararchipel.
- Dendrohyrax validus terricola Mollison, 1905 – komt voor in zuidelijk Kenia en oostelijk en zuidelijk Tanzania.

Er bestaat aanzienlijke variatie in uiterlijk tussen de ondersoorten.

## Verspreiding en habitat
De soort komt voor in het oosten van Kenia, Tanzania en Zanzibar. Hier leeft hij voornamelijk in bergbossen maar ook in aangrenzende laaglandbossen. Op Zanzibar leeft het ook in droge bossen op koraalriffen. Ze kunnen voorkomen op hoogten tot 3070 meter op de Kilimanjaro.